# Saint-Elphège
Saint-Elphège es un municipio parroquial canadiense situado en la provincia de Quebec.

## Superficie
Saint-Elphège tiene una superficie de 40,53 km².

## Demografía
En 2021, tenía 251 habitantes, una densidad poblacional de 6,2 hab./km², y 110 viviendas.